# Marco Ströhlein
Marco Ströhlein (* 1974) ist ein ehemaliger deutscher Fernsehmoderator, der sich heute als Stand-up-Comedian, Autor und Unternehmer versucht.

## Leben
Ströhlein stammt aus Hessen und begann 1997 seine Karriere als Moderator der Kindersendung Tabaluga tivi beim Fernsehsender ZDF. 1999 wurde er Gastmoderator der RTL-Musiksendung Top of the Pops. Dem folgten vier Ausgaben der Samstagabend-Sendung GZSZ-Supercup sowie elf Folgen des RTL-Projekts Star Weekend am Freitag- und Samstagabend, eine Prominenten-Spielshow (Kandidatin aller Sendungen war u. a. Hella von Sinnen).
Mit der halbstündigen Spielshow Ströhleins Experten war er ab 2002 täglich um 18 Uhr auf Sat.1 zu sehen. Die letzte Sendung wurde am 7. März 2003 ausgestrahlt. Nachdem die Gong Show 1993 eingestellt worden war, erfolgte im Jahr 2003 eine Neuauflage der Sendung am Samstagabend mit Ströhlein als Moderator. Ströhlein verbrachte daraufhin ein Jahr in Südamerika.
Ströhlein tritt seit dem Jahr 2010 als Comedian auf Kreuzfahrten und Firmenevents auf. Weiterhin coacht er im Bereich Präsentation und Moderation und moderiert verschiedene Events für nationale und internationale Auftraggeber. Im Jahre 2011 war Ströhlein als „Senderleiter“ beim Garmisch-Partenkirchener Lokalsender Radio Oberland.

## Fernsehauftritte (Auswahl)

### Moderation
- 1997: 1000 Tage bis zur EXPO
- 1996 bis 1997: Tabaluga tivi (ZDF)
- 1998: Kinder-Fernsehgarten (ZDF)
- 1999: Top of the Pops (RTL)
- 1999: GZSZ Supercup (RTL)
- 1999: Die Soap-Show (RTL)
- 2000: BRAVO TV Supershow (RTL)
- 2000: Star Weekend (RTL)
- 2001: Auf Reisen (MDR)
- 2003: Ströhleins Experten (SAT.1)
- 2003: Gong Show (SAT.1)
- 2014: Mein Auftrag der perfekte Antrag (Disney Channel)
- 2014: Family Time (Disney Channel)

### Gastauftritte
- TV total
- Quizfire
- Ruck Zuck
- Kochduell
- Mittagsmagazin
- Das goldene Ei
- Sat.1-Frühstücksfernsehen